# Yngre fornnorska
Yngre fornnorska, medelnorska eller mellannorska (norska: mellomnorsk) är den fornnorska som följde äldre fornnorska och brukades under perioden omkring 1350–1550. Det var den sista fasen av norskan i sitt ursprungliga skick innan danskan ersatte norskan som officiellt skriftspråk i Norge. Det följdes av "dansk-norska" språkvarianter, tidigare kallade "nynorska" innan begreppet överfördes på norskt landsmål.